# Кириллов, Николай Харлампович
Николай Харлампович Кириллов (род. 1932 год, РСФСР) — бригадир проходчиков горных выработок шахты № 2 «Великомостовская» треста «Червоноградуголь» комбината «Укрзападуголь» Министерства угольной промышленности Украинской ССР, Львовская область. Львовская область. Герой Социалистического Труда (1966).
Трудовую деятельность начал шахтёром на одной из шахт Подмосковного угольного бассейна. До 1957 года проходил срочную службу в Советской Армии. С 1957 года — проходчик, бригадир проходчиков горных выработок шахты № 2 «Великомостовская» треста «Червоноградуголь» комбината «Укрзападуголь».
Бригада Ивана Кириллова выполнила производственные задания Семилетки (1959—1965) за 3,5 года, пройдя и закрепив 4215 погонных метров горных выработок. Указом Президиума Верховного Совета СССР от 29 июня 1966 года «за выдающиеся заслуги в выполнении задания семилетнего плана по развитию угольной промышленности» удостоен звания Героя Социалистического Труда с вручением ордена Ленина и золотой медали «Серп и Молот».